# Тейлор, Рейси
Рейси Тейлор (англ. Recy Taylor, урождённая Корбитт, англ. Corbitt; 31 декабря 1919, Аббевилл, Алабама, США — 28 декабря 2017, там же) — афроамериканка, ставшая жертвой группового изнасилования шестью белыми мужчинами в 1944 году. Благодаря решимости Тейлор дело удалось довести до суда, однако никто из обвиняемых не понёс наказания. Тем не менее, процесс вызвал широкий резонанс и укрепил движение за права афроамериканцев. В 2011 году законодательное собрание штата Алабама принесло Тейлор официальные извинения. Её историю упомянула Опра Уинфри в 2018 году на 75-й церемонии вручения премии «Золотой глобус».

## Биография
Рейси Корбитт родилась в 1919 году. Когда ей было 17, её мать умерла, и Рейси вынуждена была заботиться о шести младших братьях и сёстрах. Она вышла замуж за Вилли Гая Тейлора, в 1941 году у них родилась дочь Джойси Ли. Семья жила в цветном районе города. Они были издольщиками.
3 сентября 1944 года Тейлор с подругой Фанни Дэниэлс и её 18-летним сыном возвращались из церкви. По дороге на них набросились семеро молодых белых мужчин, вооружённых ножами и пистолетами. Они под дулом пистолета заставили Рейси сесть к ним в машину и отвезли в лес, где шестеро из них изнасиловали её. После этого они выбросили её из машины на обочине шоссе. Дэниэлс сразу после похищения подруги отправилась за помощью. В 3 часа ночи она, бывший начальник местного отдела полиции Уилл Кук и отец Тейлор Бенни Корбитт нашли Рейси на дороге. После инцидента она обратилась в полицию. Удалось установить, что хозяином машины был местный житель Хьюго Уилсон. Он назвал имена сообщников, однако заявил, что они занялись с Тейлор добровольно сексом за деньги. Шериф решил его отпустить. На следующий день дом Тейлоров сожгли. Семья переехала в родительский дом Рейси. Она получала многочисленные угрозы от расистов. 3-4 октября 1944 года прошёл суд. Присяжные, полностью состоящие из белых мужчин, закрыли дело за 5 минут.
Безнаказанность насильников вызвала возмущение среди чернокожего населения Алабамы и всей страны. Национальная ассоциация содействия прогрессу цветного населения (NAACP) отправила молодую активистку и секретаря Розу Паркс для расследования инцидента. Вместе с другими борцами за права женщин и чернокожих Паркс организовала «Комитет по равному правосудию для миссис Рейси Тейлор». Газета Chicago Defender назвала его «самой сильной кампанией за равное правосудие за последнее десятилетие». Им удалось второй раз довести дело Тейлор до суда 13 февраля 1945 года. К этому времени уже трое мужчин признались в изнасиловании. Тем не менее, в итоге они были повторно оправданы. Несмотря на неудачный исход, дело было признано крупной победой для формирования движения за гражданские права, потому как оно помогло успешно мобилизовать активистов по всей стране.
После случившегося семья Тейлоров вынуждена была переехать в Монтгомери, а в дальнейшем во Флориду. Рейси работала на сборе апельсинов. Она рассталась с мужем в начале 1960-х. После этого у неё были двое сожителей, оба они умерли. В 1967 году её единственная дочь погибла в автокатастрофе. У неё осталась внучка. В последние годы жизни Тейлор вернулась в Аббевилл.
В 2011 году историк Даниэль Л. Макгуайр опубликовала книгу At the Dark End of the Street: Black Women, Rape, and Resistance—a New History of the Civil Rights Movement from Rosa Parks to the Rise of Black Power, где освятила историю Тейлор. После этого законодательное собрание штата Алабама принесло Тейлор официальные извинения в День матери, спустя почти 70 лет после преступления. Тогда же Тейлор посетила Белый дом. В 2017 году вышел документальный фильм о ней The Rape of Recy Taylor.
Тейлор умерла во сне 28 декабря 2017 года, не дожив несколько дней до 98-летия. Она была похоронена рядом с дочерью.